# Мартін Айзенбек
Мартін Айзенбек (нім. Martin Eisenbeck; 13 лютого 1895, Тшебехув — після 1974) — керівник Імперської служби праці в Східній Пруссії, обергенераларбайтсфюрер. Кавалер Лицарського хреста Хреста Воєнних заслуг з мечами.

## Нагороди
- Залізний хрест 2-го і 1-го класу
- Нагрудний знак «За поранення» в сріблі
- Почесний хрест ветерана війни з мечами
- Хрест Воєнних заслуг 2-го і 1-го класу з мечами
- Лицарський хрест Хреста Воєнних заслуг з мечами (3 лютого 1945).[3]